# Paulinów (Łódź)
Pour les articles homonymes, voir Paulinów.
Paulinów est une localité polonaise de la gmina de Czerniewice, située dans le powiat de Tomaszów Mazowiecki en voïvodie de Łódź.